# Notonemoura hendersoni
Notonemoura hendersoni är en bäcksländeart som beskrevs av Mclellan 2000. Notonemoura hendersoni ingår i släktet Notonemoura och familjen Notonemouridae. Inga underarter finns listade i Catalogue of Life.